# Tocha

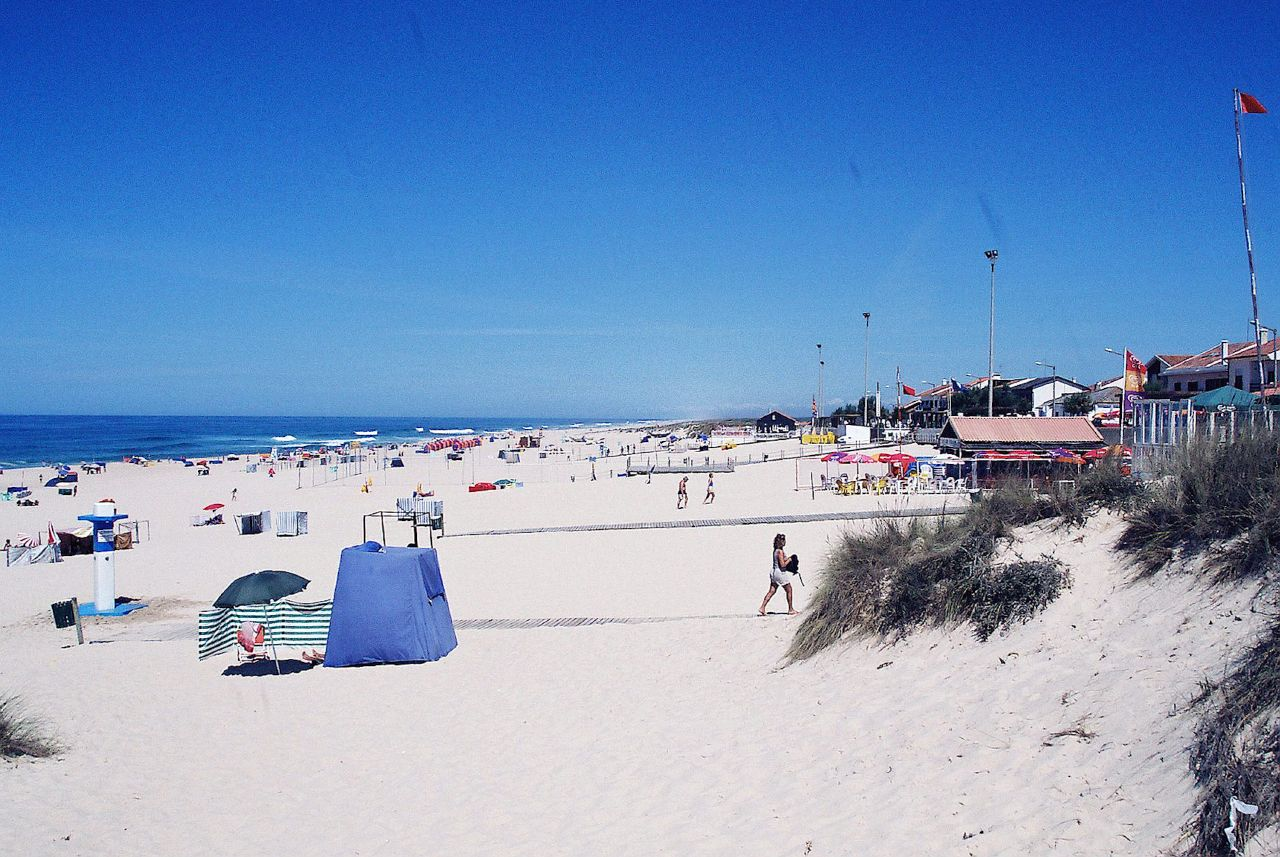
Playa de Tocha

Tocha es una freguesia portuguesa del municipio de Cantanhede. Según el censo de 2021, tiene una población de 3709 habitantes.